# 隆埃爾姆 (密蘇里州庫珀縣)
隆埃爾姆（英語：Lone Elm）是位於美國密蘇里州庫珀縣的非建制地區。

## 歷史
隆埃爾姆的郵局於1868年設立，其後於1906年停運。

## 地理
隆埃爾姆所處的海拔為高於海平面252米（即827英呎），而該地所採用的時區為UTC-6，即北美中部時區（CST）。同時該地設有夏令時間，為UTC-6調快一小時，即UTC-5（CDT）。